# Groß Fredenwalde
Groß Fredenwalde (letteralmente "Fredenwalde grande", in contrapposizione alla vicina Klein-Fredenwalde – "Fredenwalde piccola") è una frazione del comune tedesco di Gerswalde, nel Land del Brandeburgo.

## Storia
Il 31 dicembre 2001 il comune di Groß Fredenwalde venne aggregato al comune di Gerswalde.